# Gallagher
Gallagher, született Leo Anthony Gallagher Jr. (Fort Bragg, Észak-Karolina, 1946. július 24. – Palm Springs, Kalifornia, 2022. november 11.) amerikai humorista. Azzal vált híressé, hogy az előadásain görögdinnyéket tör össze.

## Fiatalkora
Gallagher Észak-Karolinában Fort Braggben látta meg a napvilágot. Szülei ír és horvát származásúak voltak. 9 éves koráig az ohiói Lorain településén lakott, de asztmája miatt a család a floridai South Tampába költözött, ahol a H.B. Plant Középiskolába járt. 1970-bnen egyetemi szinten vegyészeti mérnöki szakon végzett a Dél-Floridai Egyetemen. Minor szakon angol irodalmat tanult, és az itt szerzett tudását gyakran kamatoztatta a fellépései közben a nyelvi leleményeivel.

## Karrierje
Az iskola elvégzése után Gallagher humoristaként/zenészként kezdett dolgozni, majd Jim Stafford turnészervezője lett.  Stafford és Gallagher 1969-ben Californiába utazott, ahol Gallagher úgy döntött, ő is előadói pályára lép. Elkezdte saját szervezésben a kabaré fellépéseit, és emellett gyakran fellépett a The Comedy Store-ban és a The Ice House-ban. Az 1970-es és 1980-as években mellőzték a The Tonight Showban, mert Johnny Carson nem szerette azt a fajta humort, amit ő képviselt. A program szervezői közül azonban többeknek bejött, amit csinált, ezért több olyan alkalommal is szerepelhetett, amikor Carson helyett más vezette a műsort. Gallagher 1975. december 5-én került be először a  The Tonight Showba, ahol "The Tonight Show Home Game" előadásával lépett fel. Gallagher 1979. május 9-én is szerepelt a The Tonight Showban, amit maga Carston vezetett.
Gallagher volt az Amerikai Egyesült Államok egyik legnépszerűbb és legelismertebb humoristája az 1980-as években. 14 alkalommal lépett fel a Showtime-ban, és ezeket az alkalmakat számtalanszor ismételték, melyek közül a legismertebbek a Comedy Centralon történt vetítések.
Az induló 135 jelölt közül Gallagher a 16. lett a 2003-as kaliforniai kormányzói választáson, ahol 5466  szavazatot kapott.

### Konfliktusa a testvérével
Az 1990-es évek elején Gallagher öccse, Ron engedélyt kért, hogy a fellépéseiben használhassa Gallagher védjegyezett Sledge-O-Matic nevű mozdulatsorát. Gallagher azzal a feltétellel engedte ezt meg neki, ha Ron a szóróanyagokon egyértelművé teszi, hogy az előadást Ron Gallagher tartja, és nem Leo Gallagher. Erre a két testvér közti nagyfokú hasonlóság miatt volt szükség. Ron általában kisebb helyszíneken adott elő mint Leo Gallagher. Több év után Ron elkezdte úgy reklámozni a műsorait, mint Gallagher Too vagy Gallagher Two. Néhány alkalommal olyan promóciós anyagok mentek ki, melyek alapján nem lehetett eldönteni, hogy az eredeti Gallagherről van-e szó. Ez, valamint Ron színpadon kívüli botrányai miatt csorba esett Leo megítélésén is.
Gallagher kezdetben csak azt kérte testvérétől, hogy ne használja a Sledge-O-Matic mozdulatsort. Ron ennek ellenére is folytatta a turnéit mint Gallagher Too, és használta a trükköt. 2000 augusztusban Gallagher beperelte a testvérét védjegybitorlásért és hamis reklámozásért. A bíróság rögtön az ő pártjára állt, és eltiltotta Ront minden olyan alakítástól vagy előadástól, amellyel kis klubokban vagy helyszíneken a testvéreként lépjen fel. Egyúttal eltiltottak attól, hogy akaratlagosan is testvére hasonmása legyen.